# Giro di Germania 2019
Il Giro di Germania 2019, trentaquattresima edizione della corsa, valevole come evento dell'UCI Europe Tour 2019 categoria 2.HC, si è svolto in quattro tappe dal 29 agosto al 1º settembre 2019 su un percorso di 717,5 km, con partenza da Hannover e arrivo a Erfurt, in Germania. La vittoria è stata appannaggio del belga Jasper Stuyven, che ha completato il percorso in 16h 23' 09" alla media di 43,783 km/h precedendo l'italiano Sonny Colbrelli e il connazionale Yves Lampaert.
Al traguardo di Erfurt 112 ciclisti, dei 131 partiti da Hannover, hanno portato a termine la competizione.

## Tappe
| Tappa  | Data         | Percorso               | km    | Vincitore di tappa | Leader cl. generale |
| ------ | ------------ | ---------------------- | ----- | ------------------ | ------------------- |
| 1ª     | 29 agosto    | Hannover > Halberstadt | 167   | Pascal Ackermann   | Pascal Ackermann    |
| 2ª     | 30 agosto    | Marburgo > Gottinga    | 202   | Alexander Kristoff | Alexander Kristoff  |
| 3ª     | 31 agosto    | Gottinga > Eisenach    | 189   | Kasper Asgreen     | Jasper Stuyven      |
| 4ª     | 1º settembre | Eisenach > Erfurt      | 159,5 | Sonny Colbrelli    | Jasper Stuyven      |
| Totale | Totale       | Totale                 | 717,5 |                    |                     |

## Squadre e corridori partecipanti
| N.      | Cod. | Squadra               |
| ------- | ---- | --------------------- |
| 1-6     | TBM  | Bahrain-Merida        |
| 11-16   | TKA  | Team Katusha Alpecin  |
| 21-26   | DQT  | Deceuninck-Quick-Step |
| 31-36   | BOH  | Bora-Hansgrohe        |
| 41-46   | INS  | Team Ineos            |
| 51-56   | LTS  | Lotto Soudal          |
| 61-66   | UAD  | UAE Team Emirates     |
| 71-76   | PCB  | Team Arkéa-Samsic     |
| 81-86   | TFS  | Trek-Segafredo        |
| 91-96   | SUN  | Team Sunweb           |
| 101-106 | EF1  | EF Education First    |

| N.      | Cod. | Squadra                   |
| ------- | ---- | ------------------------- |
| 111-116 | AST  | Astana Pro Team           |
| 121-126 | ALM  | AG2R La Mondiale          |
| 131-136 | TJV  | Team Jumbo-Visma          |
| 141-146 | CPT  | CCC Team                  |
| 151-156 | WGG  | Wanty-Gobert Cycling Team |
| 161-166 | TDD  | Team Dimension Data       |
| 171-176 | GAZ  | Gazprom-RusVelo           |
| 181-186 | TDA  | Team Dauner/Akkon         |
| 191-196 | LKH  | Team Lotto-Kern Haus      |
| 201-206 | PUS  | P&S Metalltechnik         |
| 211-216 | BAI  | Bike Aid                  |

## Dettagli delle tappe

### 1ª tappa
- 29 agosto: Hannover > Halberstadt – 167 km

Risultati
| Pos. | Corridore          | Squadra | Tempo    |
| ---- | ------------------ | ------- | -------- |
| 1    | Pascal Ackermann   | Bora    | 3h49'30" |
| 2    | Alexander Kristoff | UAE     | s.t.     |
| 3    | Simone Consonni    | UAE     | s.t.     |

| Pos. | Corridore          | Squadra | Tempo    |
| ---- | ------------------ | ------- | -------- |
| 1    | Pascal Ackermann   | Bora    | 3h49'20" |
| 2    | Alexander Kristoff | UAE     | a 4"     |
| 3    | Simone Consonni    | UAE     | a 6"     |

### 2ª tappa
- 30 agosto: Marburgo > Gottinga – 202 km

Risultati
| Pos. | Corridore          | Squadra      | Tempo    |
| ---- | ------------------ | ------------ | -------- |
| 1    | Alexander Kristoff | UAE          | 4h21'04" |
| 2    | Sonny Colbrelli    | Bahrain-Mer. | s.t.     |
| 3    | Yves Lampaert      | Deceuninck   | s.t.     |

| Pos. | Corridore          | Squadra      | Tempo    |
| ---- | ------------------ | ------------ | -------- |
| 1    | Alexander Kristoff | UAE          | 8h10'18" |
| 2    | Sonny Colbrelli    | Bahrain-Mer. | a 10"    |
| 3    | Yves Lampaert      | Deceuninck   | a 12"    |

### 3ª tappa
- 31 agosto: Gottinga > Eisenach – 189 km

Risultati
| Pos. | Corridore       | Squadra      | Tempo    |
| ---- | --------------- | ------------ | -------- |
| 1    | Kasper Asgreen  | Deceuninck   | 4h27'53" |
| 2    | Jasper Stuyven  | Trek         | s.t.     |
| 3    | Sonny Colbrelli | Bahrain-Mer. | a 17"    |

| Pos. | Corridore       | Squadra      | Tempo     |
| ---- | --------------- | ------------ | --------- |
| 1    | Jasper Stuyven  | Trek         | 12h38'21" |
| 3    | Sonny Colbrelli | Bahrain-Mer. | a 13"     |
| 3    | Aleksej Lucenko | Astana       | a 18"     |

### 4ª tappa
- 1º settembre: Eisenach > Erfurt – 159,5 km

Risultati
| Pos. | Corridore          | Squadra      | Tempo    |
| ---- | ------------------ | ------------ | -------- |
| 1    | Sonny Colbrelli    | Bahrain-Mer. | 3h44'48" |
| 2    | Yves Lampaert      | Deceuninck   | s.t.     |
| 3    | Alexander Kristoff | UAE          | s.t.     |

| Pos. | Corridore       | Squadra      | Tempo     |
| ---- | --------------- | ------------ | --------- |
| 1    | Jasper Stuyven  | Trek         | 16h23'09" |
| 3    | Sonny Colbrelli | Bahrain-Mer. | a 3"      |
| 3    | Yves Lampaert   | Deceuninck   | a 12"     |

## Evoluzione delle classifiche
| Tappa              | Vincitore          | Classifica generale Maglia rossa | Classifica a punti Maglia verde | Classifica scalatori Maglia blu | Classifica giovani Maglia bianca | Classifica a squadre  | Premio combattività |
| ------------------ | ------------------ | -------------------------------- | ------------------------------- | ------------------------------- | -------------------------------- | --------------------- | ------------------- |
| 1ª                 | Pascal Ackermann   | Pascal Ackermann                 | Pascal Ackermann                | Julien Bernard                  | Pascal Ackermann                 | UAE Team Emirates     | Julien Bernard      |
| 2ª                 | Alexander Kristoff | Alexander Kristoff               | Alexander Kristoff              | Davide Villella                 | Marc Hirschi                     | UAE Team Emirates     | Remco Evenepoel     |
| 3ª                 | Kasper Asgreen     | Jasper Stuyven                   | Alexander Kristoff              | Vincenzo Nibali                 | Marc Hirschi                     | Deceuninck-Quick-Step | Aleksej Lucenko     |
| 4ª                 | Sonny Colbrelli    | Jasper Stuyven                   | Sonny Colbrelli                 | Magnus Cort Nielsen             | Marc Hirschi                     | Deceuninck-Quick-Step | Joshua Huppertz     |
| Classifiche finali | Classifiche finali | Jasper Stuyven                   | Sonny Colbrelli                 | Magnus Cort Nielsen             | Marc Hirschi                     | Deceuninck-Quick-Step | non assegnato       |

## Classifiche finali

### Classifica generale - Maglia rossa
| Pos. | Corridore         | Squadra      | Tempo     |
| ---- | ----------------- | ------------ | --------- |
| 1    | Jasper Stuyven    | Trek         | 16h23'09" |
| 2    | Sonny Colbrelli   | Bahrain-Mer. | a 3"      |
| 3    | Yves Lampaert     | Deceuninck   | a 12"     |
| 4    | Aleksej Lucenko   | Astana       | a 15"     |
| 5    | Diego Ulissi      | UAE          | a 20"     |
| 6    | Marc Hirschi      | Sunweb       | s.t.      |
| 7    | Jens Keukeleire   | Lotto        | a 21"     |
| 8    | Tom-Jelte Slagter | Dimension    | s.t.      |
| 9    | Jonas Vingegaard  | Jumbo        | a 22"     |
| 10   | Toms Skujiņš      | Trek         | a 23"     |

### Classifica a punti - Maglia verde
| Pos. | Corridore          | Squadra      | Punti |
| ---- | ------------------ | ------------ | ----- |
| 1    | Sonny Colbrelli    | Bahrain-Mer. | 37    |
| 2    | Alexander Kristoff | UAE          | 36    |
| 3    | Jasper Stuyven     | Trek         | 30    |
| 4    | Yves Lampaert      | Deceuninck   | 28    |
| 5    | Kasper Asgreen     | Deceuninck   | 23    |

### Classifica scalatori - Maglia blu
| Pos. | Corridore           | Squadra      | Punti |
| ---- | ------------------- | ------------ | ----- |
| 1    | Magnus Cort Nielsen | Astana       | 8     |
| 2    | Vincenzo Nibali     | Bahrain-Mer. | 8     |
| 3    | Remco Evenepoel     | Deceuninck   | 5     |
| 4    | Jenthe Biermans     | Katusha      | 5     |
| 5    | Julian Alaphilippe  | Deceuninck   | 5     |

### Classifica giovani - Maglia bianca
| Pos. | Corridore        | Squadra | Tempo     |
| ---- | ---------------- | ------- | --------- |
| 1    | Marc Hirschi     | Sunweb  | 16h23'29" |
| 2    | Jonas Vingegaard | Jumbo   | a 2"      |
| 3    | Jhonatan Narváez | Ineos   | a 3"      |
| 4    | Jai Hindley      | Sunweb  | a 26"     |
| 5    | Nils Politt      | Katusha | a 1'06"   |

### Classifica a squadre
| Pos. | Squadra               | Tempo     |
| ---- | --------------------- | --------- |
| 1    | Deceuninck-Quick-Step | 49h12'31" |
| 2    | Team Dimension Data   | a 4'08"   |
| 3    | Trek-Segafredo        | a 4'48"   |
| 4    | Team Sunweb           | a 5'31"   |
| 5    | AG2R La Mondiale      | a 6'18"   |